# Gryfino
Gryfino (niem. Greifenhagen) – miasto w północno-zachodniej Polsce, w zachodniej części województwa zachodniopomorskiego, w powiecie gryfińskim, siedziba gminy miejsko-wiejskiej Gryfino. Leży nad Odrą Wschodnią na Równinie Wełtyńskiej. Pomiędzy rzeką a granicą z Niemcami (Odrą Zachodnią) znajduje się Park Krajobrazowy Dolina Dolnej Odry.
Gryfino ma 20 792 mieszkańców (30 czerwca 2021), pod tym względem jedenaste w województwie zachodniopomorskim.

## Historia

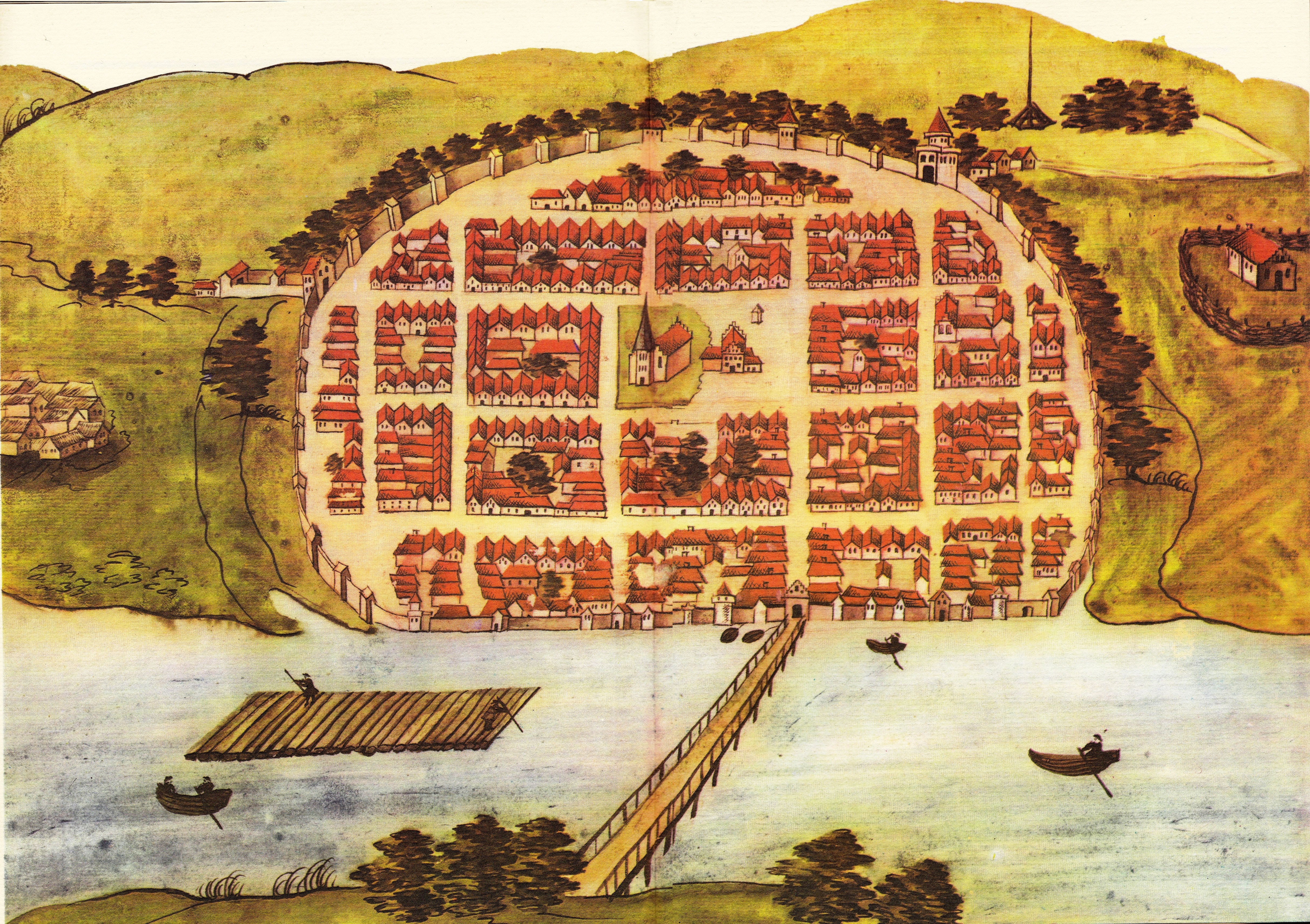
Widok Gryfina w Stralsunder Bilderhandschrift, 1615 r.

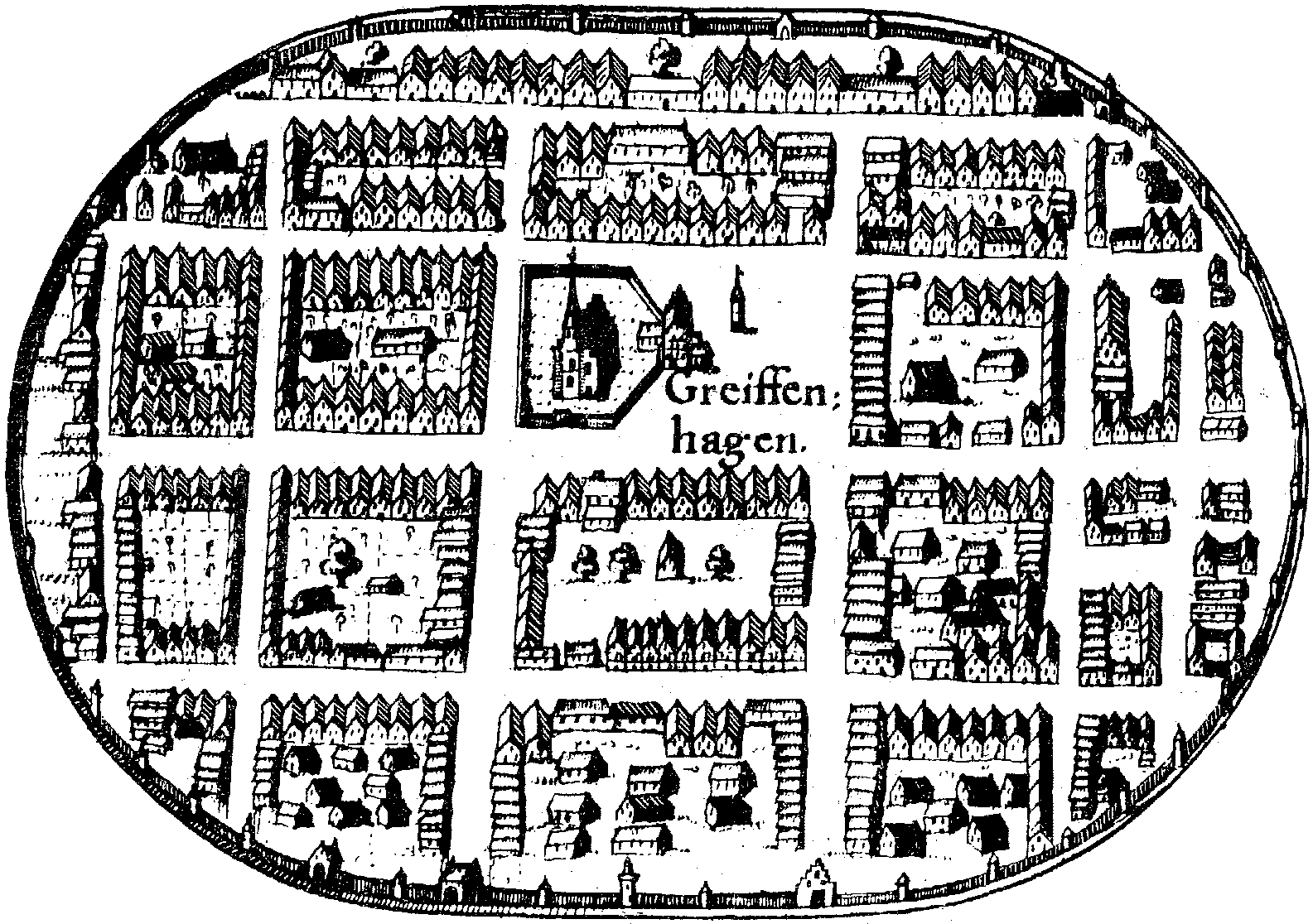
Plan Gryfina z Wielkiej Mapy księstwa pomorskiego Lubinusa z 1618 r.

We wczesnym średniowieczu słowiańska osada rybacka o nazwie Dąbrowa. Obszar został włączony do państwa polskiego przez Mieszka I ok. 967 roku Początki miasta sięgają XIII wieku. Prawa miejskie na prawach magdeburskich otrzymało w 1254 na mocy dokumentu lokacyjnego wydanego przez księcia Barnima I. Nowy ośrodek zyskiwał na znaczeniu, otrzymując dalsze przywileje. W 1271 książę przekazał miastu prawo zakładania cechów i gildii kupieckich, które miały być wzorowane na podobnych instytucjach Szczecina. Pierwszymi wójtami Gryfina byli jego zasadźcy, w pierwszej połowie XIV stulecia wójtostwo przeszło w ręce najbogatszego w mieście rodu Wobberminów. Miastem zarządzało dwóch burmistrzów. W 1283 roku Gryfino wystąpiło przeciwko Bogusławowi IV. Od 1295 roku leżało w księstwie szczecińskim Ottona I. Gryfino pozostawało w sporze z miastem Gartz po drugiej stronie Odry, który został zażegnany w 1304. W 1306 r. książę Otton I zezwolił miastu na budowę mostu i tamy na Odrze oraz pobieranie ceł. Od XIV wieku Gryfino było członkiem Hanzy. W styczniu 1341 Szczecin i Gryfino wypowiedziały posłuszeństwo Ottonowi I i Barnimowi III, podporządkowały się książętom wołogoskim i wezwały ich do objęcia rządów w księstwie. W drugiej połowie XIV wieku Gryfino związane coraz silniej ze Szczecinem zaczęło tracić na znaczeniu. Do końca XIV wieku uzależniło się całkowicie pod względem gospodarczym od stolicy księstwa, schodząc do roli ośrodka rynku lokalnego. W 1530 zabudowę zniszczył pożar.
Od 1640, mimo traktatu pokojowego przyznającego miasto Brandenburgii, było pod władaniem Szwedów, którzy przed opuszczeniem miasta w 1679 zniszczyli mury obronne i mosty, co doprowadziło do spadku znaczenia handlowego. W XVIII wieku miasto podupadło gospodarczo, do czego przyczyniło się między innymi splądrowanie miasta przez wojska rosyjskie w 1760 podczas wojny siedmioletniej oraz wielka powódź w 1780. W tym czasie coraz większe znaczenie, jako źródło utrzymania mieszkańców, zyskiwało rolnictwo.
Ponowne ożywienie nastąpiło w II połowie XIX wieku. W latach 1857–1860 wybudowano i przebudowano szereg obiektów, powstały przedmieścia: Szczecińskie (pn.), Bańskie (pd.) i najmłodsze po przeciwnej stronie torów kolejowych, położono drewniany most. W 1877 powstało połączenie kolejowe ze Szczecinem. W 1904 rozpoczęto regulację Odry, zmniejszając zagrożenie powodziowe. Około 1930 wybudowano fabrykę mydła, garbarnię i wytwórnię kapeluszy filcowych. Przy ulicy Szczecińskiej wzniesiono szkołę rolniczą i rzeźnię, na północ od miasta powstał zakład suchej destylacji drewna.
Od 8 marca 1945 przez 18 dni toczyły się walki o most na Odrze z udziałem wojsk polskich. Miasto zamieniono w twierdzę. Zniszczenia zabudowy sięgnęły 70%. W tym samym roku miasto znalazło się w granicach Polski. We wrześniu 1945 r. pracę rozpoczęły Szkoła Podstawowa nr 1 oraz Gimnazjum i Liceum Ogólnokształcące nr 1. Latem 1945 r. powstała drużyna piłki nożnej – zaczątek klubu sportowego „Polonia”. Nazwę miasta spolszczono, początkowo do nazwy Gryfin. Forma Gryfino została wprowadzona rozporządzeniem ministrów Administracji Publicznej i Ziem Odzyskanych z dnia 7 maja 1946 roku. Dotychczasowych mieszkańców wysiedlono do Niemiec, zastępując polskimi osadnikami, początkowo w połowie wojskowymi. Rolę miejscowego animatora ruchu kulturalnego pełnił reaktywowany w 1958 r. Powiatowy Dom Kultury. W latach 1954–1975 Gryfino odgrywało rolę siedziby powiatu w ówczesnym województwie szczecińskim. 27 czerwca 1968 r. Komitet Ekonomiczny Rady Ministrów przyjął uchwałę, w której określił „dane wyjściowe do projektu wstępnego elektrowni kondensacyjnej Dolna Odra”, wybudowanej w latach 1970–1974. Dla jej pracowników wybudowano w mieście nowe osiedle – Górny Taras. W roku poprzedzającym budowę elektrowni Gryfino liczyło 6,5 tysiąca mieszkańców. W początkach inwestycji ich liczba wzrosła o tysiąc, w większości zatrudnionych przy wznoszeniu Dolnej Odry. Gdy oddano pierwszy blok energetyczny miasto osiągnęło 10 tysięcy, a w pięć lat później ponad 15 tysięcy mieszkańców, nadal się rozwijając. W 1987 r. osiągnęło 20 tysięcy mieszkańców. Od reformy administracyjnej z 1999 ponownie jest miastem powiatowym.

## Architektura
Ochronie podlega cały układ Starego Miasta z 2. połowy XIII wieku.

### Zabytki chronione prawnie

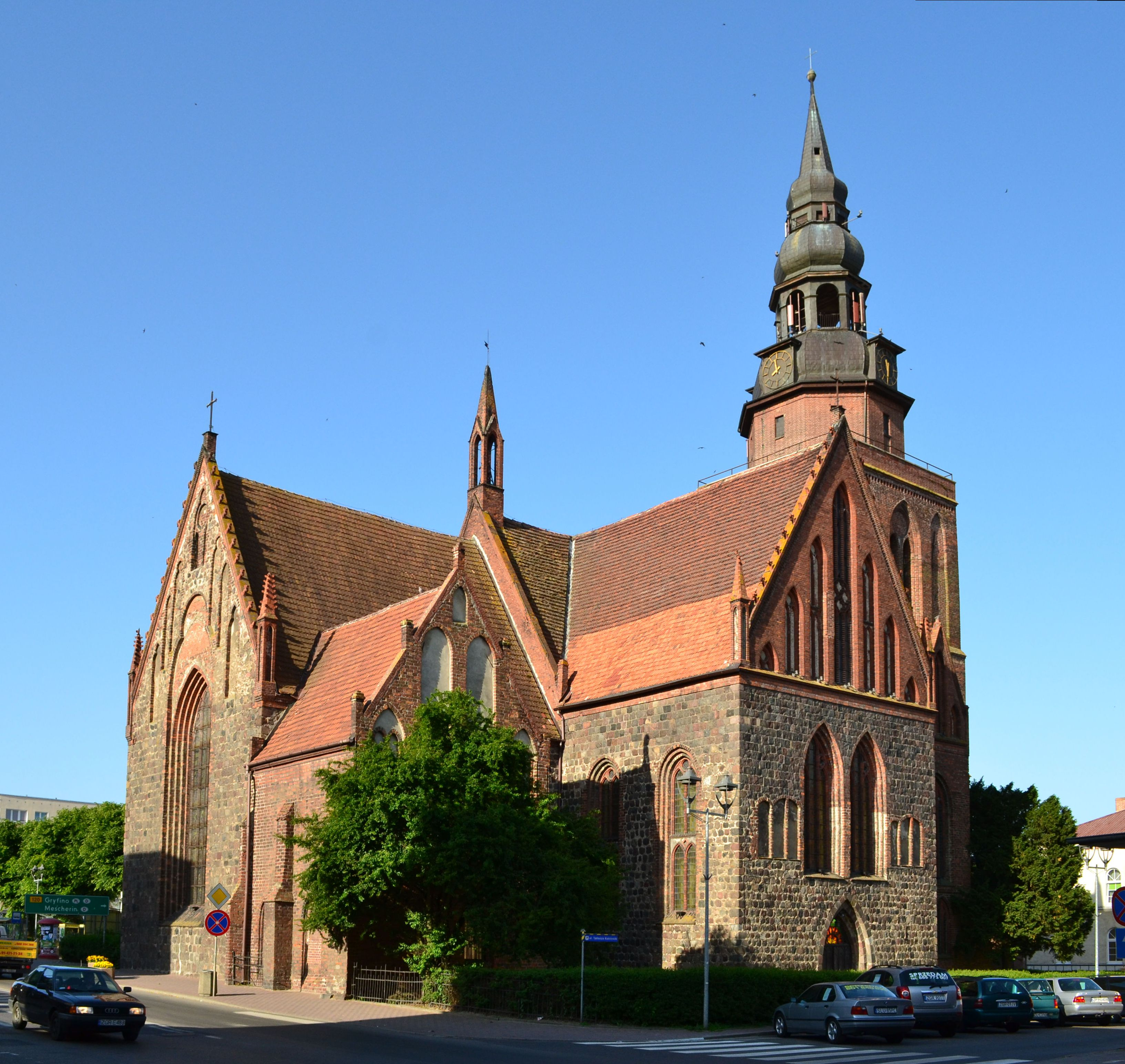
Gotycki Kościół Narodzenia Najświętszej Maryi Panny

Kościół Narodzenia NMP – późno-romańsko-gotycki kościół parafialny, wcześniej pw. św. Mikołaja. Budowla jest jednoprzęsłową, trójnawową halą z transeptem (nawą poprzeczną), prostokątnym chórem (prezbiterium) i kwadratową w rzucie wieżą zachodnią. Prosto zamknięte prezbiterium, transept i nawa główna w rzucie tworzą układ krzyża greckiego (równoramiennego), początek budowy kościoła datuje się na rok 1278, w którym książę Barnim I przekazał patronat nad świątynią kościołowi NMP w Szczecinie. Fundację ołtarza w roku 1300 wiąże się z zakończeniem budowy części wschodniej kościoła, a więc prezbiterium i transeptu. Partie te wzniesione zostały z ciosów kamiennych przy użyciu cegły w architektonicznym detalu. Drugi etap budowy przypuszczalnie ukończono w 1325 roku, kiedy książę Otton I ufundował drugi ołtarz. Zbudowano prawdopodobnie wtedy z cegły bazylikowy (nawy boczne niższe od nawy głównej), trójnawowy, jednoprzęsłowy korpus i kamienną w dolnej partii wieżę zachodnią. O istnieniu w tamtym czasie układu bazylikowego świadczą okna w górnej partii ścian nawy głównej, widoczne dziś na strychu. Trzeci etap budowy przypada na epokę późnego gotyku (XV wiek). Podwyższono wtedy nawy boczne do wysokości nawy głównej, tworząc układ halowy oraz założono sklepienia gwiaździste (dotychczas kościół nakryty był drewnianym stropem).

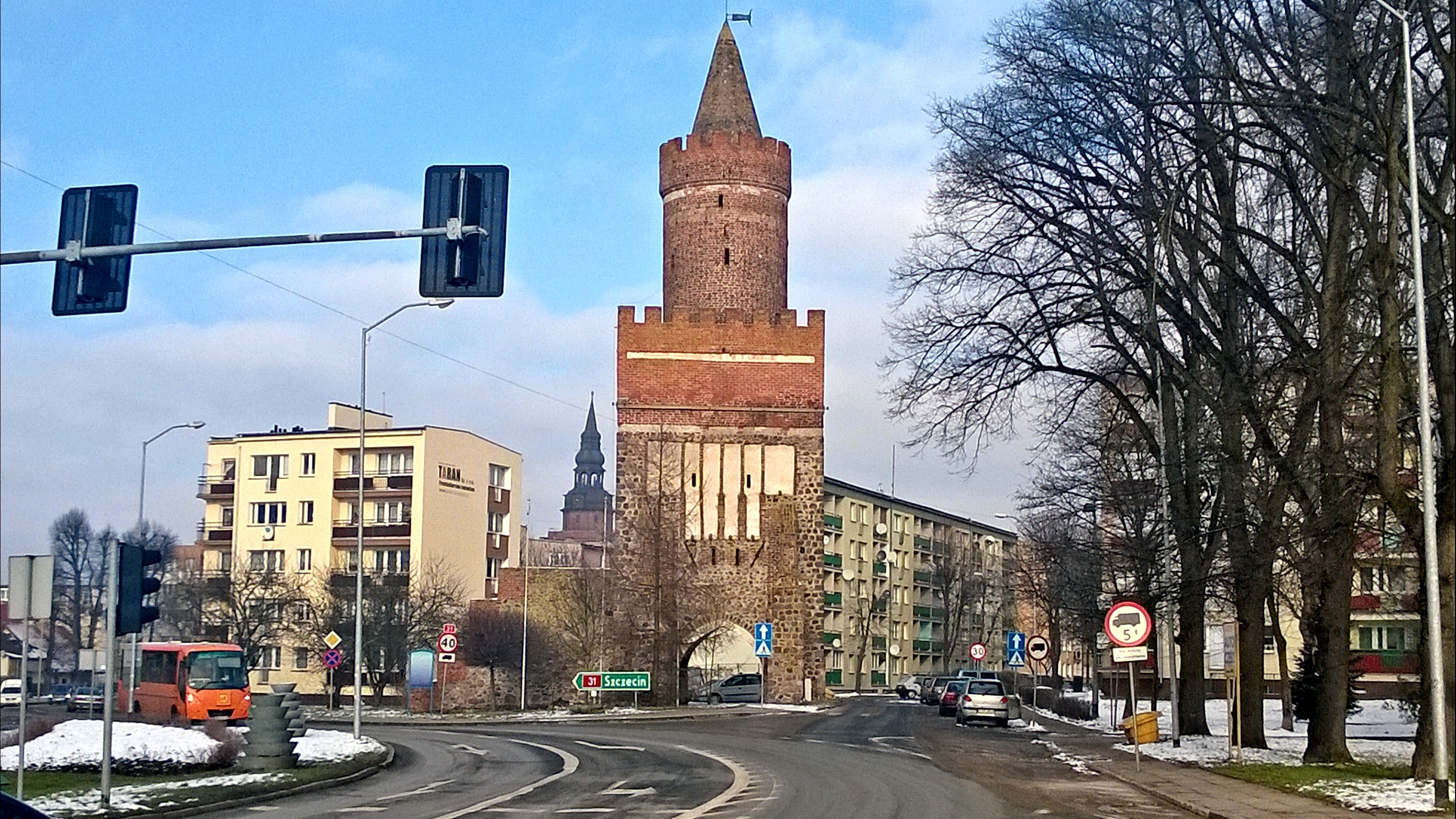
Brama Bańska

Brama Bańska – wybudowana w XIV wieku następnie modernizowana w 1864, 1979, 1984. Cały masywny blok bramy ma 15,3 m wysokości, do 11,75 m zbudowany jest z kamienia polnego i nadbudowany w XV wieku cegłą o dalsze 3,55 metra. Wymiary zewnętrzne bramy wynoszą 8 × 8,5 m, grubość ścian przejazdu – wschodnia 1,65 m, zachodnia (z klatką schodową w grubości muru) 2,20 m. Ostrołukowy otwór nad przejazdem bramy od strony miasta zamurowany został po roku 1500.

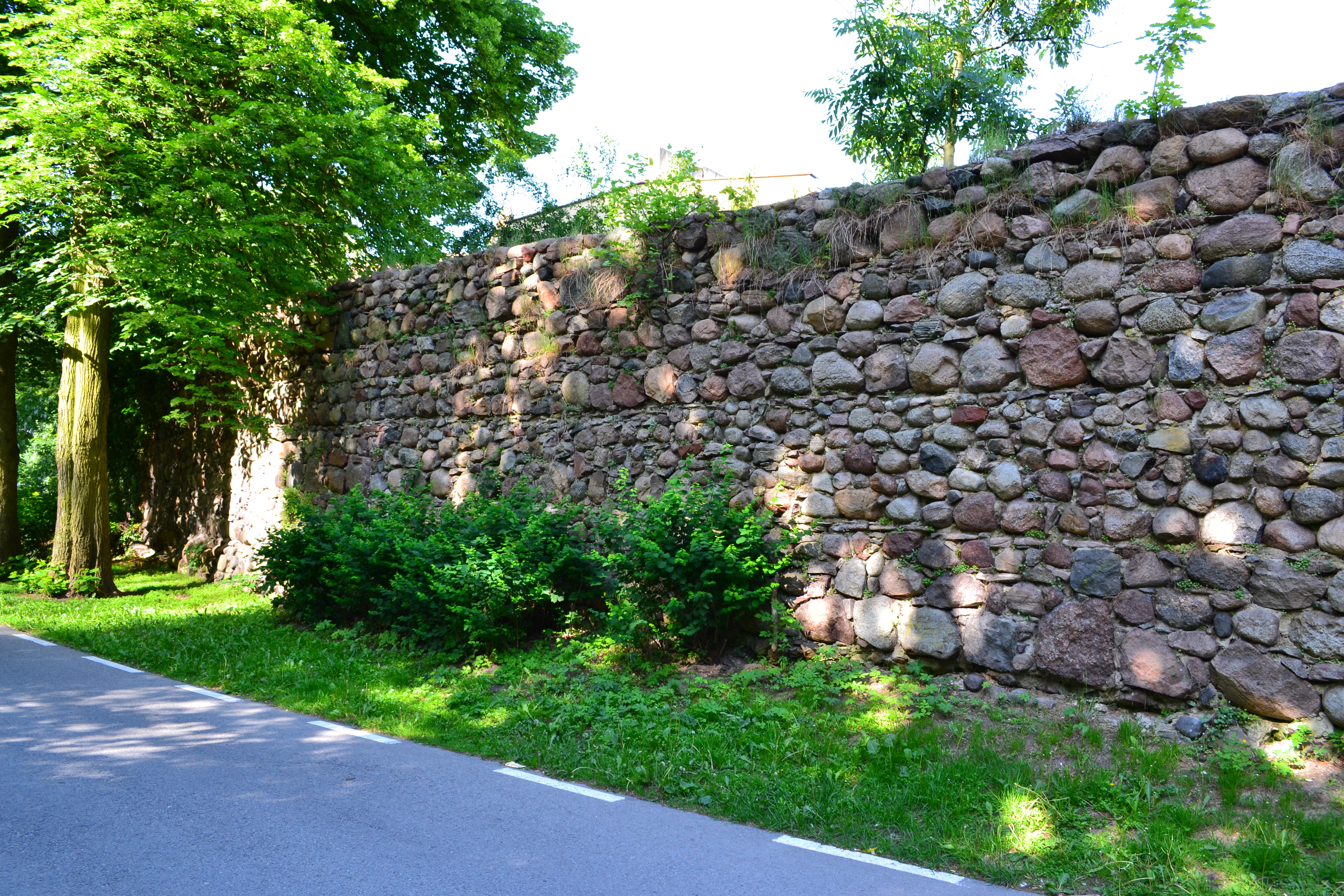
Mury obronne

Mury obronne – powstały w XIV – XV wieku; wzniesiono je z kamienia polnego układanego w grube warstwy, wyrównywane co ok. 1 m drobnymi kamykami i okrzeskami. Obecna wysokość murów nie przekracza 4 metrów pierwotnie sięgała około 6 m. Obecnie w najlepszym stanie pozostaje odcinek na południowo-wschodnim narożu miasta, przylegający do parku. Ma on ok. 70 metrów długości, 4 m wysokości i od 1,0 do 1,5 m grubości.

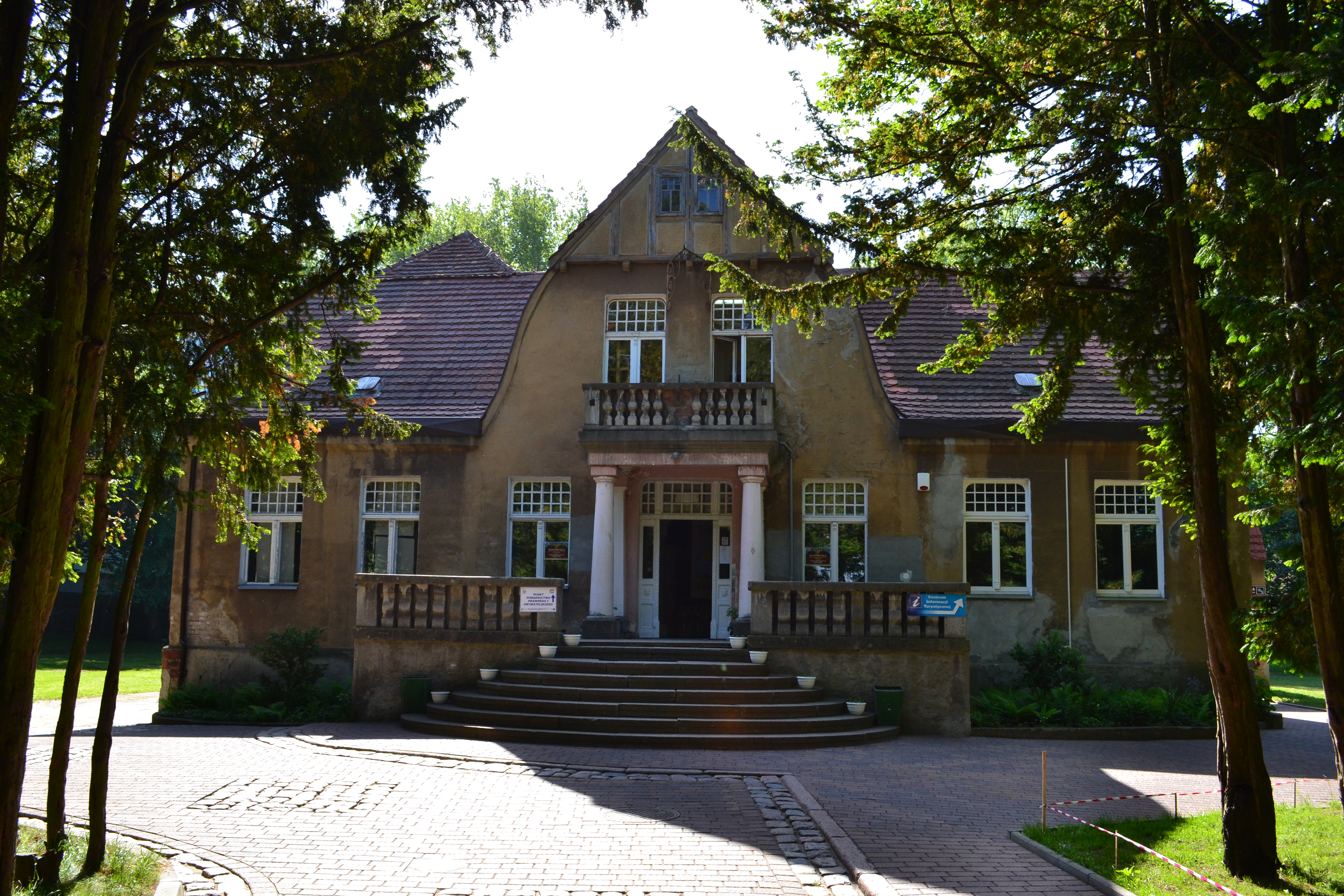
Pałacyk pod Lwami

Pałacyk pod Lwami – wybudowany w końcu XIX wieku w miejscu średniowiecznej fosy, którą zniwelowano w XVIII wieku. Ma formę willi o charakterze podmiejskiego dworku. Wybudował go przemysłowiec niemiecki Henrich Moller, producent mydła i środków piorących. Wykupił na ten cel znaczną część ówczesnych ogrodów miejskich (powstałych po zniwelowaniu fosy) znajdujących się poza średniowiecznymi murami miasta. Wzdłuż obecnej ulicy Chrobrego znajdował się rów doprowadzający wodę do dawnej fosy. Nad tym właśnie rowem był mostek ozdobiony dwoma kamiennymi lwami, które do dziś zdobią wejście do pałacyku i od których budynek nazwano. Pałacyk powstawał w kilku fazach: najwcześniej powstała część główna – mieszkalna, później została dobudowana część wschodnia, na końcu pomieszczenie gospodarcze oraz wozownia. Na środku dziedzińca stoi murowana fontanna obłożona zieloną glazurą o dekoracyjnych kaflach z motywami masek i zwierząt wodnych. Do pałacyku prowadzi aleja cisów, a w otaczającym parku rosną liczne drzewa, głównie iglaste: czarna sosna, jawory, cisy oraz cyprysik nutkajski. W parku stały kamienne rzeźby, które w czasie II wojny światowej uległy zniszczeniu. Zachowała się jedna oraz pozostałości fontanny. Południową granicę parku stanowią miejskie mury obronne. W części północno-zachodniej parku jeszcze do niedawna znajdowała się sadzawka. Po wojnie pałacyk mieścił m.in. towarzystwa śpiewacze, Komenda Hufca ZHP i sezonowe turystyczne schronisko młodzieżowe. Od 1958 r. w pałacyku była filia Szkoły Podstawowej nr 1, do czasu powołania SP 2 we wrześniu 1959&nbps;r., która była pierwszą świecką szkołą w Gryfinie. W latach 60. w murach pałacyku mieściła się Zasadnicza Szkoła Rolnicza (potocznie zwana „Pomidorówką”). Od roku 1977 funkcjonował równocześnie Młodzieżowy Dom Kultury oraz filie SP 1 i SP 2. Do południa w budynku odbywały się lekcje, po południu, po wyniesieniu ławek – zajęcia kół zainteresowań Młodzieżowego Domu Kultury.

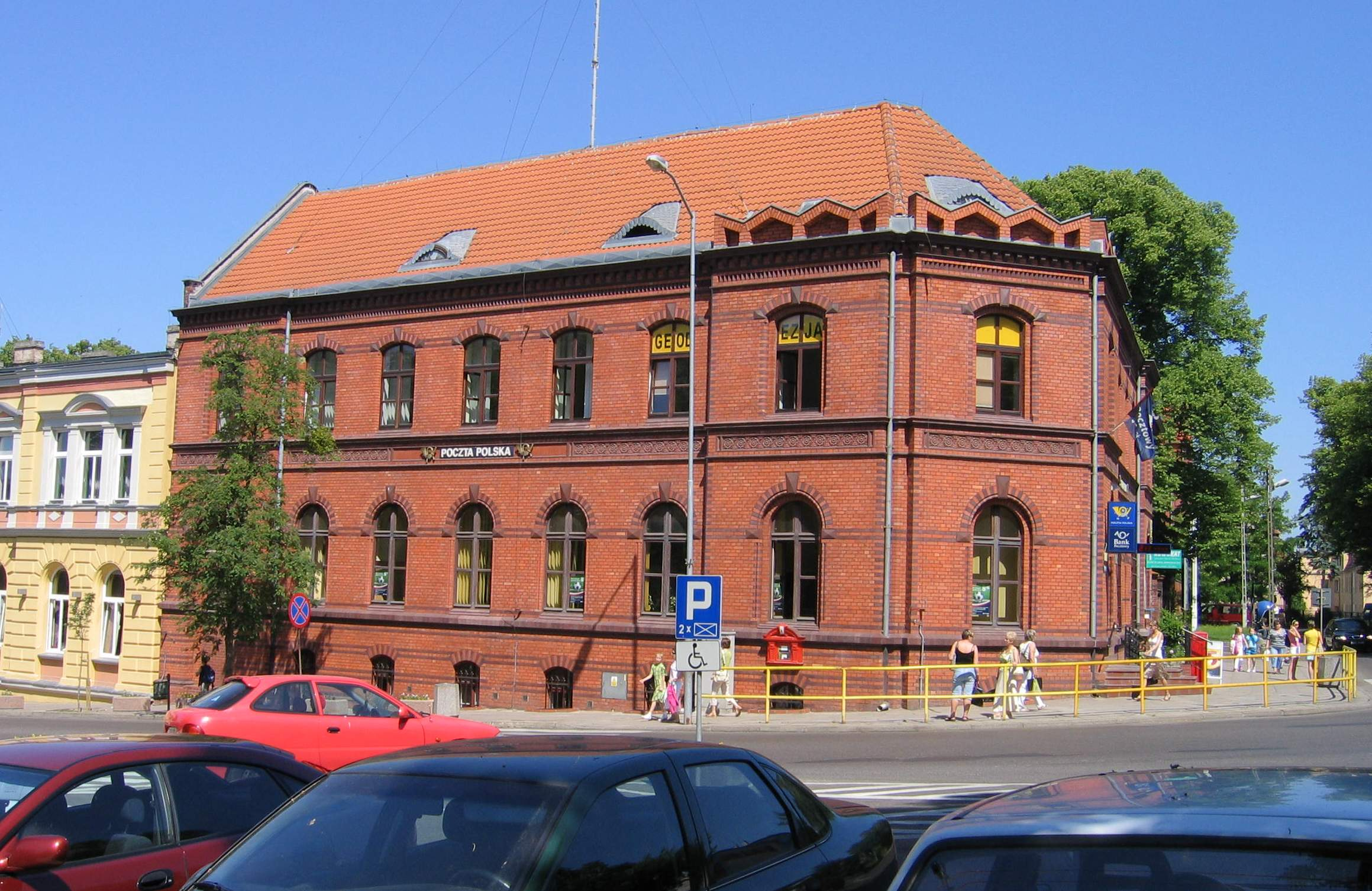
Urząd Pocztowy nr 1

Poczta wraz z budynkiem gospodarczym – na narożniku ulic 1 maja od południa i ul. Sprzymierzonych od wschodniej. Budynek powstał w roku 1883 z przeznaczeniem na urząd pocztowy. Lokalizacja budynku w tym miejscu wiąże się z powstaniem w 1877 roku linii kolejowej Kostrzyn – Szczecin.
Rzeźnia – zespół budynków z początku XX wieku, budynek produkcyjny z wieżą ciśnień, budynek administracyjno-mieszkalny, magazyn, ogrodzenie. Rzeźnia powstała na terenach przemysłowego Przedmieścia Szczecińskiego (Stettiner Vorstadt). Istniejącą formę otrzymała na początku XX wieku, jej zabudowania stoją na czworobocznym placu, otoczonym wysokim ceglanym murem, a od strony ul. Szczecińskiej kutym ogrodzeniem ma ceglanych filarach. Zespół rzeźni wzniesiono z ceramicznej cegły. Obiekty w większości jednokondygnacyjne przykryte są dachami o zróżnicowanym kształcie. Na początku XX wieku zakład zajmował się wyrobem wędlin oraz konserw. Po 1945 r. rzeźnia funkcjonowała jako masarnia. Po 1994 roku zaprzestano produkcji, a obiekt sprzedano prywatnemu właścicielowi.

### Inne obiekty historyczne

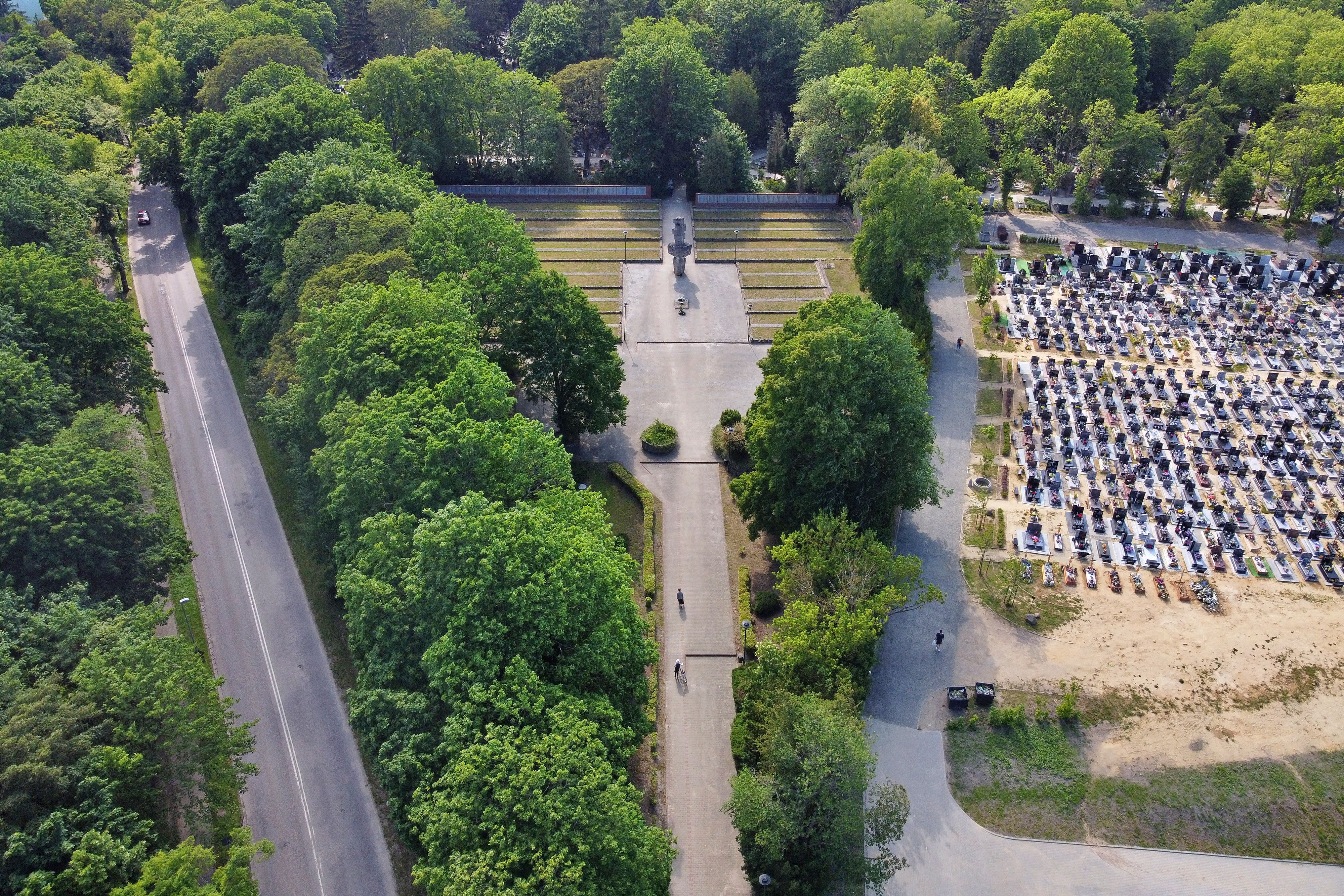
Cmentarz wojenny w Gryfinie - największy na Pomorzu radziecki cmentarz wojenny

Cmentarz komunalny – został założony przez ówczesne niemieckie władze miasta prawdopodobnie ok. 1909 roku. Posiada układ alejek i centralne położenie kaplicy cmentarnej podobne do Cmentarza Centralnego w Szczecinie przy ul. Ku Słońcu. Kaplicę cmentarną w stylu neogotyckim wybudowano ok. 1911 roku. Po II wojnie światowej w tym samym miejscu został założony polski cmentarz (na tzw. czystym polu – w środku cmentarza niemieckiego). Pierwsza polska mogiła (Anieli Wojciechowskiej) pochodzi z 31 sierpnia 1945 roku. Cmentarz jest gęsto zadrzewiony, porasta go różnorodny drzewostan między innymi platany, lipy, sosny kanadyjskie, srebrne świerki oraz ponad 100 cisów.
Cmentarz wojenny – powstał w 1946 roku w wyniku ekshumacji w latach 1947, 1948, 1953, 1954, 1969, ma powierzchnię 0,70 ha, założony w 1946 roku. Zwłoki poległych ekshumowano z miejscowości: Gryfino, Zdunowo, Trzebiatów, Stargard, Chlebowo, Śmierdnica, Kobylanka, Daleszewo, Kliniska, Sobieradz, Goleniów, Łobez, Żelisławiec, Gardno, Dobra. Łącznie na cmentarzu spoczęło 7134 żołnierzy, w tym 1220 znanych i 5914 nieznanych. W latach 1972–1974 cmentarz przebudowano według projektu Witolda Andrzejewskiego.
Lapidarium byłych niemieckich mieszkańców Gryfina – powstało na przełomie 1994/1995 roku. Zebrano w nim płyty nagrobne z terenu obecnego cmentarza, byłych mieszkańców Gryfina i okolic. Lapidarium nie jest ukończone, nadal trwa rozbudowa. Przy tworzeniu lapidarium Gryfino współpracuje ze Stowarzyszeniem „Heimatkreis Greifenhagen” w Bersenbrucku (Dolna Saksonia).
Symboliczna mogiła-pomnik zwana Golgotą Wschodu – z okazji Narodowego Święta Niepodległości – 11 listopada 1995 roku odsłonięto mogiłę-pomnik pamięci Polaków, którzy nie powrócili z Syberii, zostali zamordowani na terenie ZSRR oraz żołnierzy polskich, którzy zginęli na frontach II wojny światowej. Pomnik powstał z inicjatywy działaczy gryfińskiego koła Związku Sybiraków.
Park miejski – założony na początku XIX wieku z przeznaczeniem na cmentarz. Do lat 60. XX w. w parku były neoklasycystyczne grobowce, wzniesione na wzór świątyń greckich i starorzymskich. Dzisiejszy park zajmuje obszar 6,02 ha, na którym rosną głównie drzewa liściaste. Przy jednej z alejek jest głaz narzutowy z tablicą poświęconą patronce parku, Stanisławie Siarkiewicz – gryfińskiej nauczycielce, poetce, malarce, miłośniczce przyrody.

## Demografia

### Dane historyczne
| Rok  | Liczba ludności |
| ---- | --------------- |
| 1965 | 5300            |
| 1970 | 7400            |
| 1975 | 10 800          |
| 1980 | 15 300          |
| 1990 | 21 000          |
| 1995 | 22 229          |
| 2000 | 21 690          |
| 2005 | 21 561          |
| 2007 | 21 177          |
| 2011 | 21 700          |
| 2018 | 21 393          |

### Struktura demograficzna
Według danych z 31 grudnia 2007 r.:
| Opis                                | Ogółem | Ogółem | Kobiety | Kobiety | Mężczyźni | Mężczyźni |
| ----------------------------------- | ------ | ------ | ------- | ------- | --------- | --------- |
| Jednostka                           | osób   | %      | osób    | %       | osób      | %         |
| Populacja                           | 21 177 | 100    | 10 878  | 51,37   | 10 299    | 48,63     |
| Wiek przedprodukcyjny (0–17 lat)    | 3904   | 18,44  | 1876    | 8,86    | 2028      | 9,58      |
| Wiek produkcyjny (18–65 lat)        | 14 898 | 70,35  | 7350    | 34,71   | 7548      | 35,64     |
| Wiek poprodukcyjny (powyżej 65 lat) | 2375   | 11,21  | 1652    | 7,8     | 723       | 3,41      |

Piramida wieku mieszkańców Gryfina w 2014 roku.

### Mieszkalnictwo
W mieście jest 7359 mieszkań (2007), z czego 46,51% (3421) należało do spółdzielni mieszkaniowych, 36.70% (2698) do osób prywatnych, mieszkania komunalne stanowiły 11,38% (837), TBS 3,02% (222), w zasobach zakładów pracy 2,36% (174) mieszkań. Przeciętna powierzchnia mieszkania wynosi 58,4 m², statystycznie na każdego mieszkańca przypada 20,3 m² powierzchni użytkowej.

### Oświata
W Gryfinie znajdują się następujące placówki oświatowe:
- Przedszkole nr 1 im. Krasnala Hałabały
- Przedszkole nr 2 im. Misia Uszatka
- Przedszkole nr 3 im. Kubusia Puchatka
- Przedszkole nr 4 im. Pszczółki Mai
- Przedszkole nr 5 im. Calineczki
- Niepubliczne Integracyjne Przedszkole Iskierka
- Szkoła Podstawowa nr 1 z Oddziałami Integracyjnymi im. Marii Dąbrowskiej
- Szkoła Podstawowa nr 2 im kpt. ż.w. Mamerta Stankiewicza
- Szkoła Podstawowa nr 3 im. Noblistów Polskich
- I Liceum Ogólnokształcące im. Aleksandra Omieczyńskiego
- Zespół Szkół Ponadpodstawowych w Gryfinie:
  - Liceum Ogólnokształcące
  - Technikum (kształcące w zawodach: Technik Elektryk, Technik Ekonomista, Technik Żywienia i Usług Gastronomicznych, Technik Logistyk)
  - Szkoła Branżowa I Stopnia (kształcąca w zawodach: Sprzedawca, Kucharz, Mechanik Pojazdów Samochodowych, Wielozawodowa)

## Przemysł

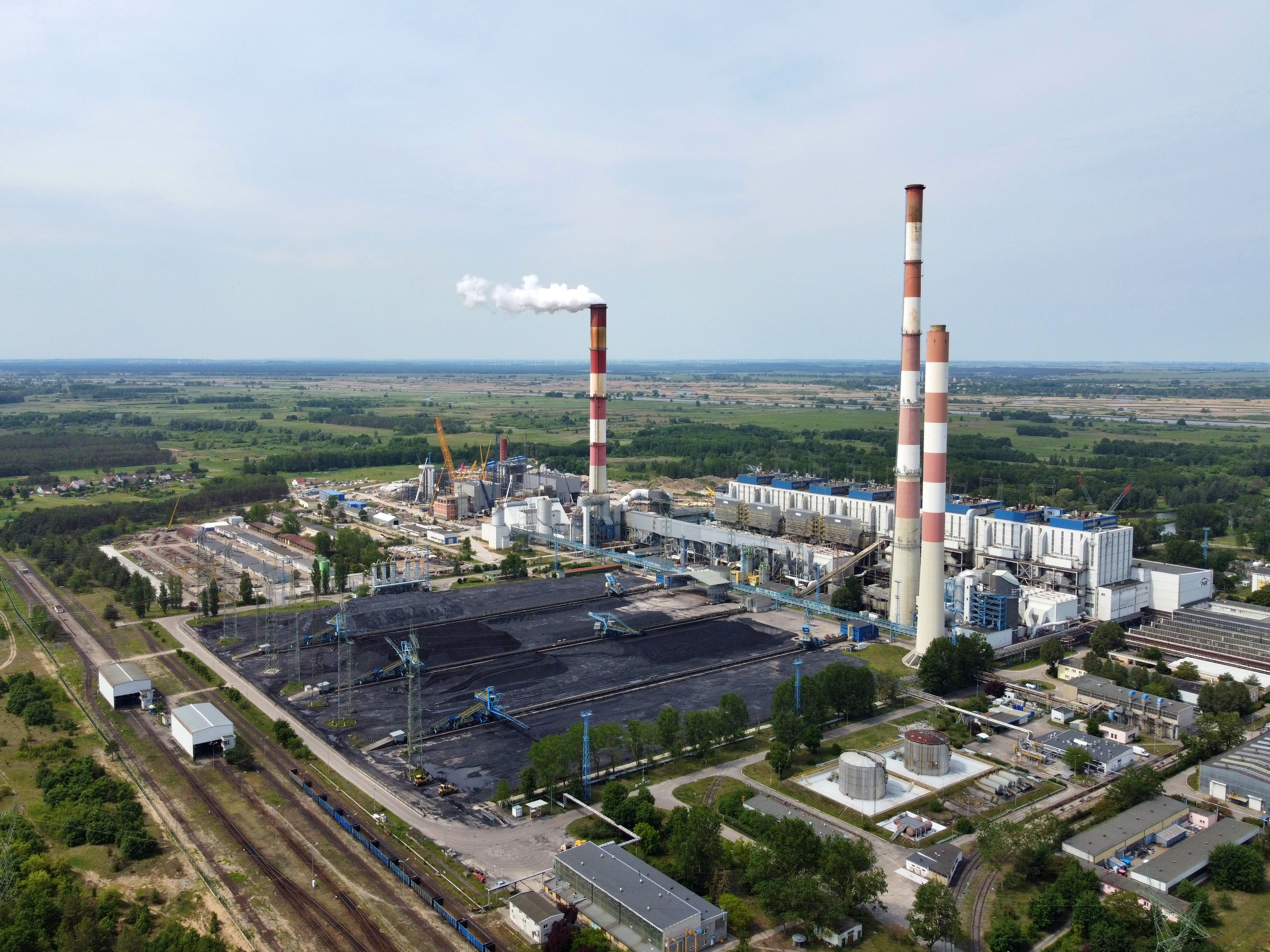
Elektrownia Dolna Odra

Gryfino jest przede wszystkim ośrodkiem przemysłu drzewnego. W mieście działa tartak oraz dwa zakłady produkujące węgiel drzewny firmy Gryfskand. Oprócz tego w Gryfinie działa zakład produkujący wyroby gumowe i tworzywa sztuczne (Jäger Polska) oraz przedsiębiorstwo działające w branży odlewniczej (Alumet). 5 km na południe od miasta, w Nowym Czarnowie, jest Elektrownia Dolna Odra, największy w regionie zakład produkcyjny oraz zatrudniająca ponad 500 pracowników lider branży pralniczej Fliegel Textilservice.

## Ochrona przyrody
- Park Krajobrazowy Dolina Dolnej Odry
- Pomnik przyrody „Krzywy Las”

## Turystyka

### Informacja turystyczna
Centrum Informacji Turystycznej znajduje się w budynku tzw. Rybakówki na Nabrzeżu Miejskim nad Odrą przy ul. Nadodrzańskiej 1, w którym można zaopatrzyć się w plan miasta, mapy gminy i okolic, a także książki o historii Gryfina, przewodniki po mieście i gminie, kajakowe mapy Międzyodrza i pamiątki. W roku 2025 CIT przeniesiono do budynku aquaparku przy ulicy wodnika 1. W budynku po CIT na nabrzeżu ma powstać restauracja.

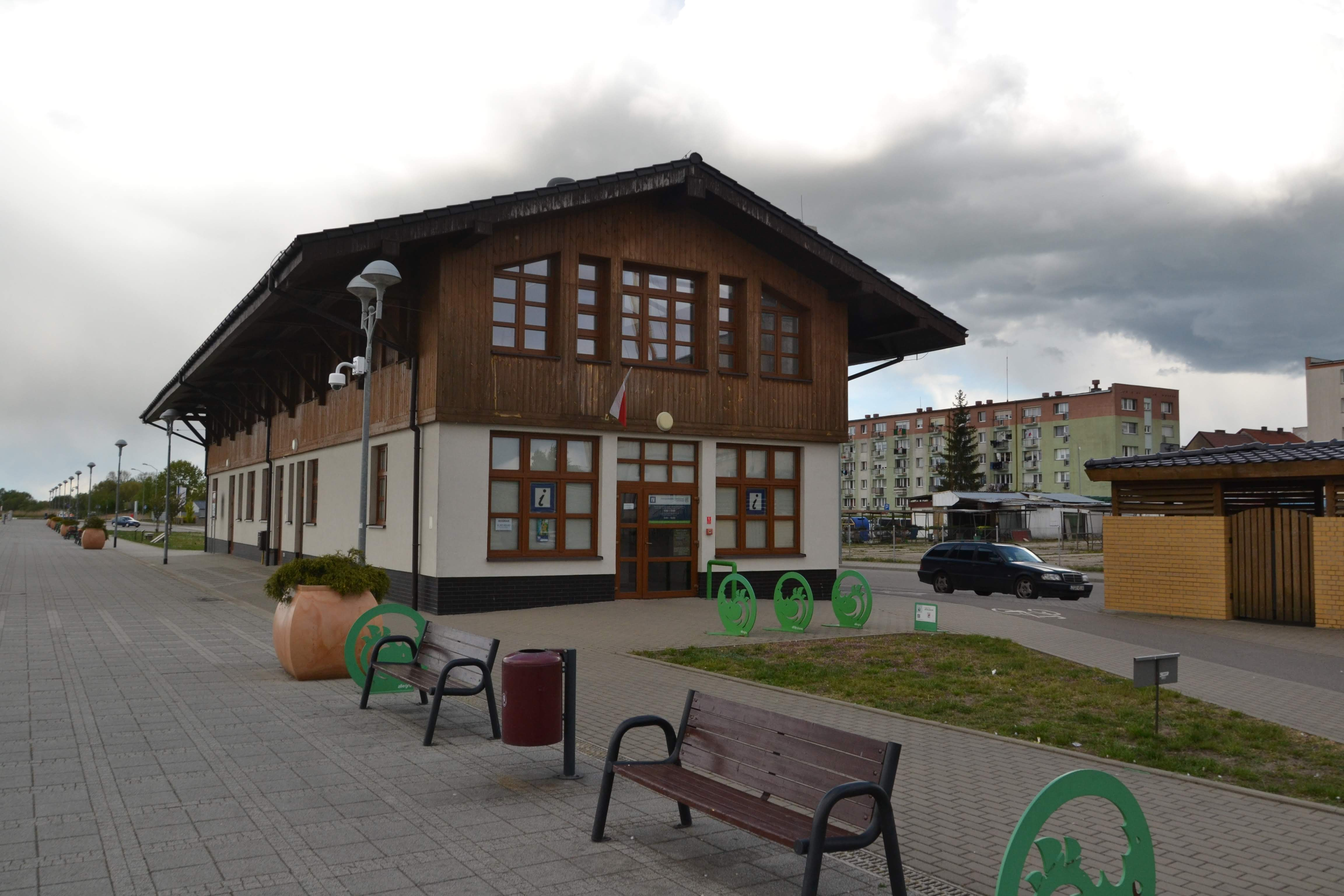
Rybakówka

### Piesze szlaki turystyczne

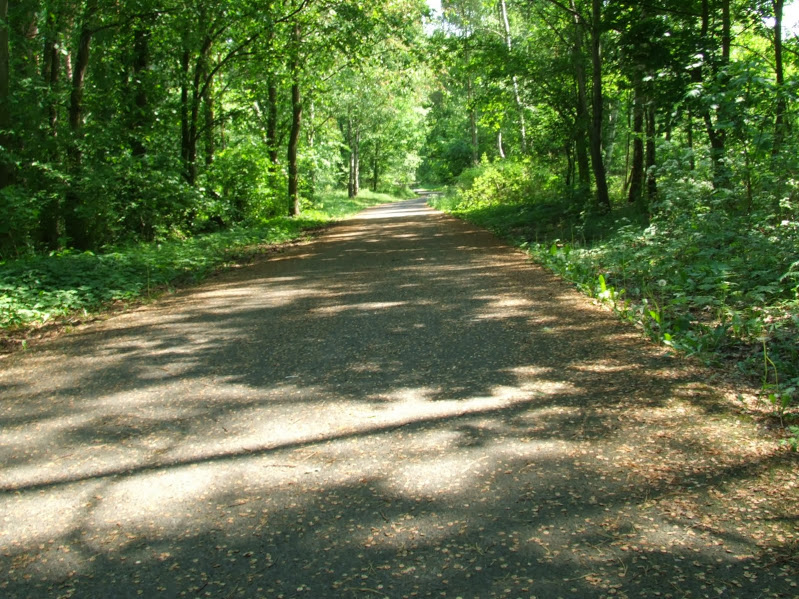
Droga rowerowa Gryfino-Wełtyń

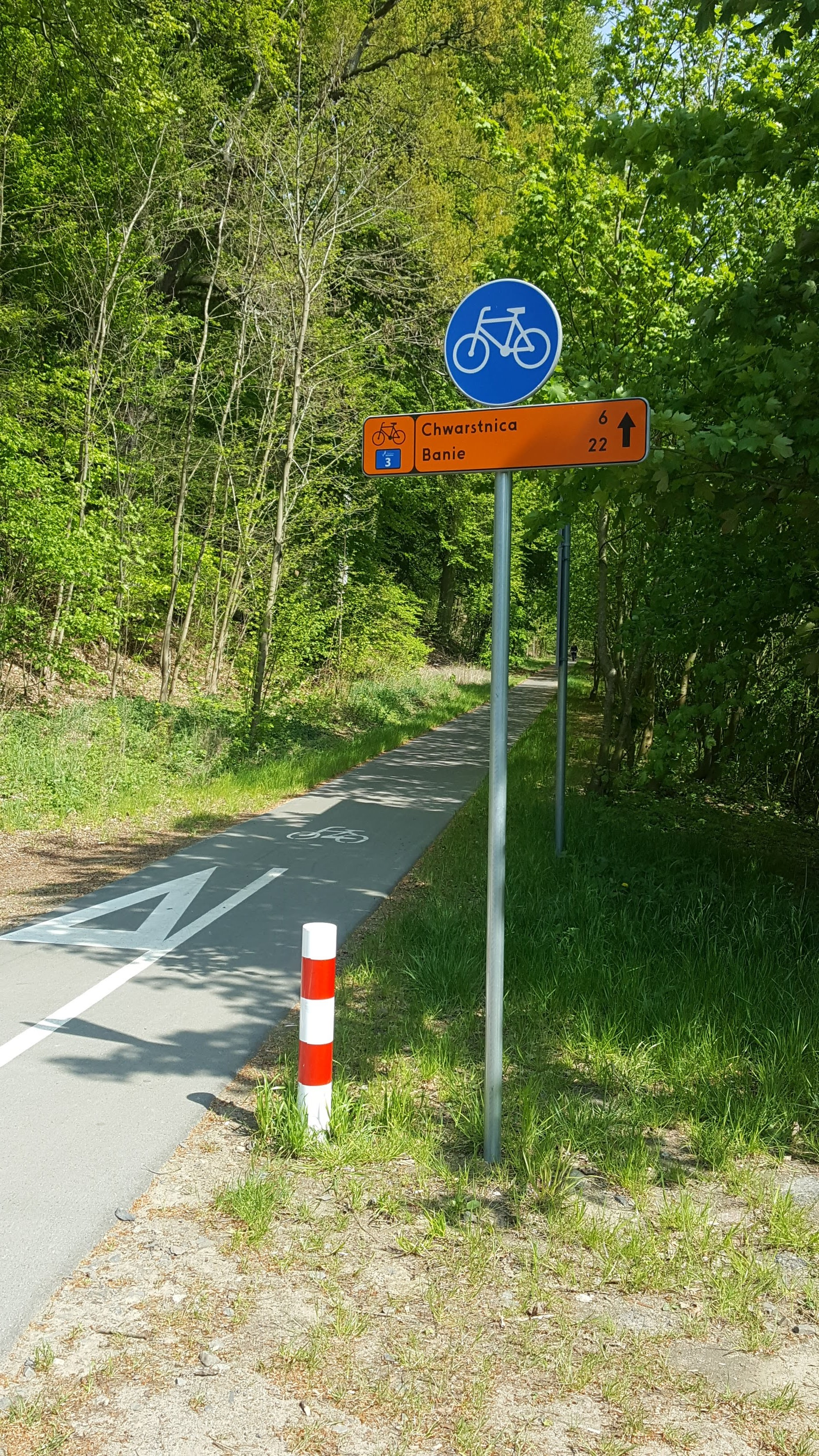
Blue Velo w Szczawnie

W Gryfinie rozpoczynają się:

 Szlak Woja Żelisława (dł. 31,2 km; Gryfino (dworzec PKP) – Wełtyń – Żelisławiec – Binowo – Czajcza Przełęcz – przeł. Trzech Braci – Szwedzki Kamień (pomnik przyrody) – Grobla Zielawy – grodzisko Chojna – Skórcza Góra – jez. Szmaragdowe)
 Szlak Stekliński (dł. 18 km; Gryfino (tartak południowy) – Żórawki – Żórawie – Szczawno – Bartkowo – Steklno – Czarnówko – Lubicz)
Przez miasto przebiega:

 Szlak Nadodrzański (dł. 144,1 km; Radziszewo – przeł. Trzech Braci – wzg. Bukowiec (149 m n.p.m.) – Droga Kołowska – Głaz Kołyska – Binowo – Chlebowo – Gryfino (dworzec PKP) – „Krzywy Las” (pomnik przyrody) – Dolna Odra – Rurka – Chojna – Stoki – Cedyński Park Krajobrazowy – Głazy Bliźniaki (pomnik przyrody) – dąb „Król” (pomnik przyrody) – Puszcza Piaskowa – Lubiechów Dolny – Cedynia – Góra Czcibora – Osinów Dolny – Stary Kostrzynek – Stara Rudnica – Siekierki – Gozdowice – Mieszkowice)

### Rowerowe szlaki turystyczne
W Gryfinie mają początek oraz koniec (są to pętle) rowerowe szlaki turystyczne:

 Szlak Odrzańsko-Bukowy (dł. 32,5 km; Gryfino (pl. Barnima – ul. Targowa) – Żabnica – Dębce – Daleszewo – Stare Brynki – Puszcza Bukowa – Jarząbki – jez. Binowo – Wysoka Gryfińska – Gardno – Wełtyń – Gryfino)
 Szlak Wełtyńsko-Tywiański (dł. 34,9 km; Gryfino (pl. Barnima) – ścieżka rowerowa do jez. Wełtyń – Wełtyń – Chwarstnica – Borzym – Borzymek – Mielenko Gryfińskie – Wirówek – Wirów – Gryfino)
 Szlak Leśny 29,5 km; Gryfino (pl. Barnima) – Szczawno – Żórawie – Bartkowo – Gajki – Steklinko – Czarnówko – Pacholęta – Krzypnica – Krajnik – „Krzywy Las” (pomnik przyrody) – Pniewo – Gryfino (Centrum Wodne „Laguna”)
 Szlak Stekliński, 29,5 km; Gryfino (pl. Barnima) – ścieżka rowerowa do jez. Wełtyń – Wirów – Wirówek – Bartkowo – Śremsko – Steklno – Steklinko – Nowe Czarnowo – Pniewo – Żórawki – Tywina – Gryfino (Centrum Wodne „Laguna”)
Przez miasto przebiega również rowerowy szlak turystyczny:

 Zielona Odra, dł. 154,5 km; Szumiłowo – Namyślin – Kłosów – Czelin – Cedyński Park Krajobrazowy – Gozdowice – Siekierki – Stara Rudnica – Stary Kostrzynek – Osinów Dolny – Cedynia – Lubiechów Dolny – Bielinek – Piasek – Zatoń Dolna – Krajnik Górny – Krajnik Dolny – Ognica – Widuchowa – Marwice – Krzypnica – Krajnik – Pniewo – Gryfino – Żabnica – Dębce – Stare Brynki – Leśnictwo Radziszewko – Puszcza Bukowa – Szczecin Żydowce – Szczecin Podjuchy
 Blue Velo – Odrzańska Trasa Rowerowa, szlak rowerowy biegnący wzdłuż Odry o planowanym przebiegu ze Świnoujścia na Górny Śląsk (ok. 1000 km).
Odcinek Gryfino – Chwarstnica – Borzym – Banie – Swobnica – Trzcińsko Zdrój, dł. 44,1 km został otwarty 27 sierpnia 2018. Dotychczasowa droga rowerowa biegnąca od mostu na Odrze Wschodniej w Gryfinie do mostu na Odrze Zachodniej na granicy z Niemcami stanowi obecnie łącznik pomiędzy Blue Velo a Oder-Neisse Radweg.

### Wodne szlaki turystyczne
Na sąsiadującym z miastem Międzyodrzu nie ma wyznaczonych szlaków kajakowych. Wypożyczalnia kajaków w Gryfinie mieści się na plaży nad Odrą i prowadzona jest przez Ośrodek Sportu i Rekreacji. Miasto jest na szlaku wodnym Berlin – Szczecin – Bałtyk.

### Gryfińskie Rajdy Rowerowe
Istniejący od 1995 zespół imprez masowych o charakterze rekreacyjnym i krajoznawczym organizowanych w okresie od wiosny do późnej jesieni. Co roku GRR składają się z około 10 rajdów o zróżnicowanej trasie i trudności, przez co mają trafiać do szerokiego grona cyklistów. Trasy rajdów wyznaczane są na terenie gminy Gryfino, powiatu gryfińskiego, a także w Niemczech. Każda edycja rajdu połączona jest z publikacją Książeczki wycieczek kolarskich, w których znajdują się trasy rajdów, z możliwością dokumentowania uczestnictwa, jak również opisy miejscowości, przez które mają okazję przejeżdżać uczestnicy. Pomysłodawcą tras i głównym organizatorem GRR jest Andrzej Urbański.

## Transport

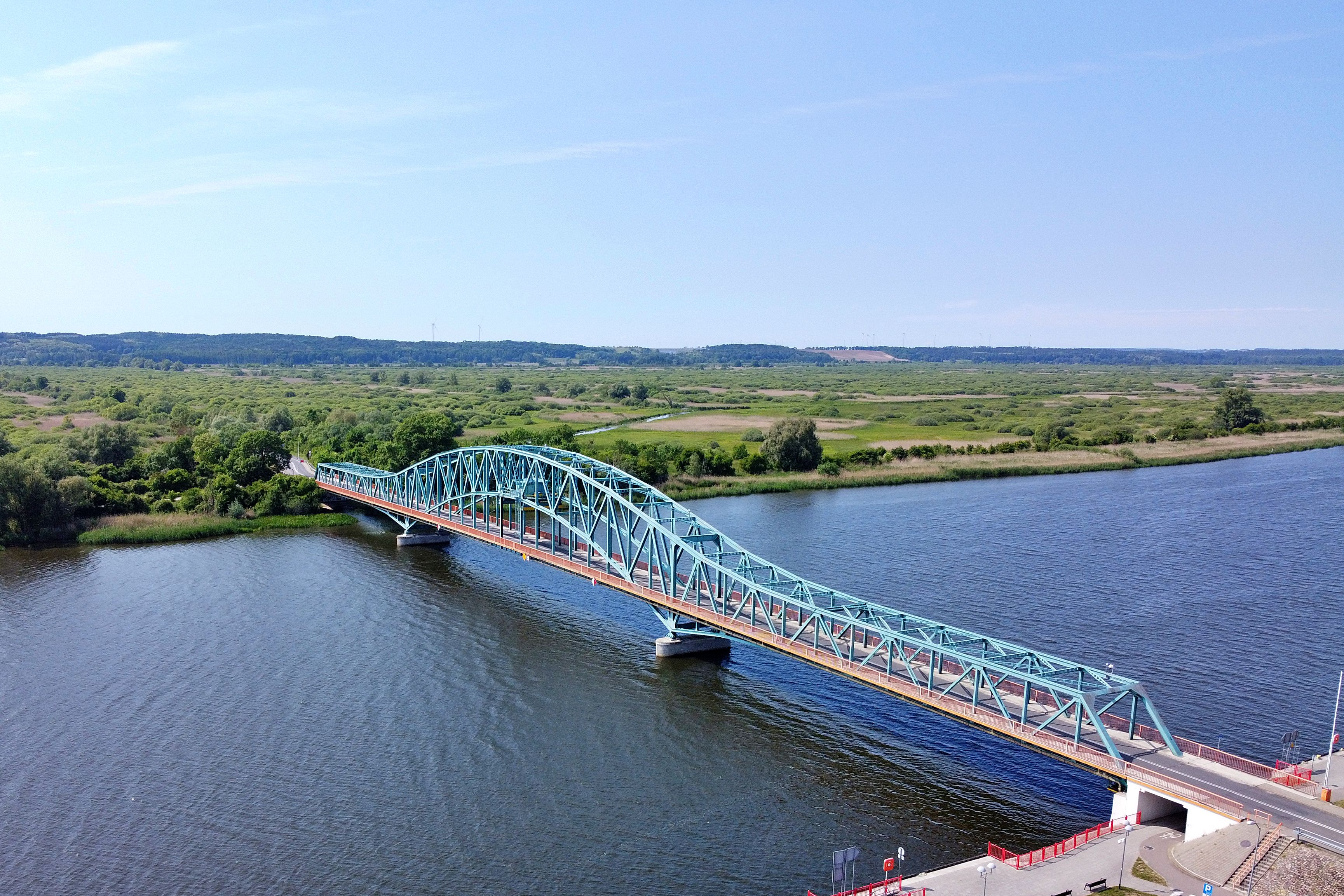
Most drogi wojewódzkiej nr 120 na przedłużeniu ul. Piastów

### Transport drogowy
- 31 Droga krajowa nr 31: Szczecin Rondo Hakena - Szczecin Podjuchy– Gryfino – Chojna– Kostrzyn nad Odrą – Słubice
- 120 Droga wojewódzka nr 120: granica państwa – Gryfino – Kobylanka – Kobylanka DW120-DKS10 (węzeł)

#### Przewozy autobusowe
Komunikację autobusową zapewnia PKS Szczecin obsługujący kursy do Szczecina, miejscowości gminy, a także części powiatu gryfińskiego (m.in. Stare Czarnowo, Kołbacz, Widuchowa, Chojna, Banie, Trzcińsko Zdrój). PKS Szczecin obsługuje także linie podmiejskie o numerach 1 na trasie Szczecin Zdroje – Radziszewo oraz 2 Radziszewo – Daleszewo – Czepino – Gryfino – Gryfino Górny Taras – Pniewo – Nowe Czarnowo (Dolna Odra), linie wiejskie 3,4,5,6,7. Linie 1 oraz 2 obsługiwane są jednym pojazdem przez co nie trzeba się przesiadać na przystanku Radziszewo. Osobne nazewnictwo linii wynika z dofinansowania rządowego na komunikację na terenie gminy. Działa również przewoźnik On-Tour Transport obsługujący kursy do Widuchowej, Lubicza i Żarczyna oraz firma Wektor Bus oferująca przewozy na trasie Chojna – Gryfino – Szczecin. W mieście jest również stacja kolejowa PKP obsługiwana przez przewoźników POLREGIO (kursy regionalne w kierunku Szczecina, Świnoujścia , Goleniowa , Stargardu, Chojny , Kostrzyna , Mieszkowic , Rzepina , Słupska oraz Zielonej Góry) oraz PKP INTERCITY (Kursy dalekobieżne do Szczecina , Świnoujścia , Stargardu, Wrocławia , Lublina , Poznania , Warszawy , Przemyśla , Krakowa , Katowic , Zielonej Góry). W budynku stacji znajduje się informacja PKS SZCZECIN oraz kasa biletowa na przejazdy pociągami. Przed stacją znajduje się Centrum Przesiadkowe (Zachodnia strona dworca) z którego odjeżdżają autobusy linii wiejskich 3,4,5,6,7 PKS oraz od strony wschodniej dworca znajduje się przystanek z którego odjeżdżają autobusy linii 2 do Szczecina oraz Dolnej Odry.

### Transport kolejowy

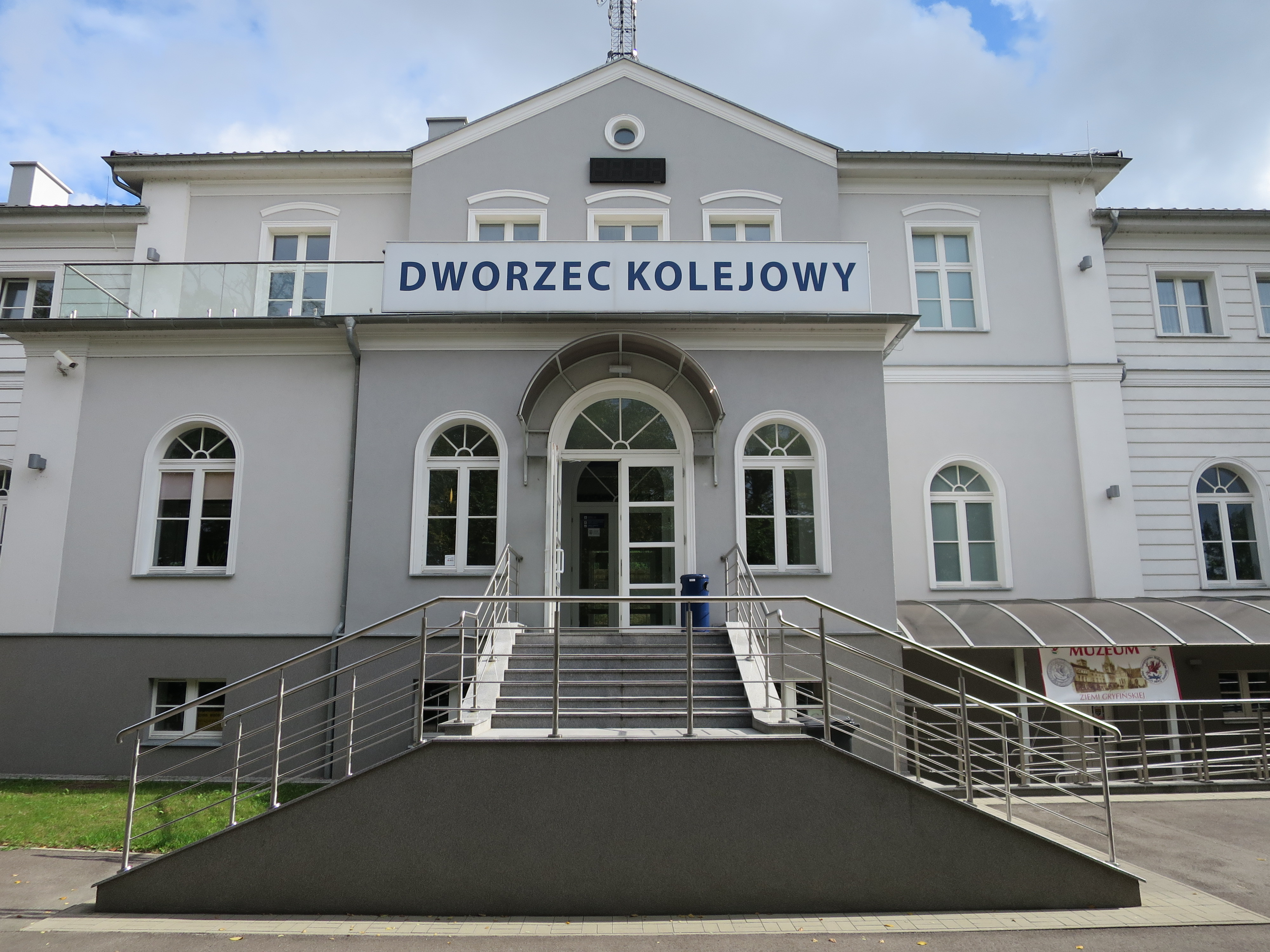
Dworzec kolejowy

- 273 – linia kolejowa ze Szczecina do Wrocławia, zwana Nadodrzanką, przez Gryfino, Chojnę, Kostrzyn, Rzepin, Zieloną Górę, Nową Sól, Głogów, Ścinawę, Wołów, Brzeg Dolny.
- 419 – nieistniejąca linia kolejowa z Gryfina do Pyrzyc przez Chwarstnicę, Sobieradz, Bielice Parsów, Linie, Stare Chrapowo.

W 1877 r., po wybudowaniu ostatniego odcinka Nadodrzańskiej Magistrali Kolejowej, powstało połączenie kolejowe Wrocław – Szczecin z Chojny do nieistniejącego już szczecińskiego Dworca Wrocławskiego (zelektryfikowane w 1983 r.). W 1895 roku otwarta została linia z Gryfina do Pyrzyc przez Chwarstnicę. Linię zamknięto w 1996, a w 2009 roku całkowicie rozebrano. Również od 1895 z Gryfina można było dojechać do Swobnicy przez Chwarstnicę i Banie. Linię zamknięto w 1986 na odcinku Banie – Swobnica, który w roku 1987 rozebrano. Odcinek Banie – Chwarstnica zamknięto w 1991 roku, a rozebrano w 2007. Z Gryfina można było jeszcze dojechać do Szczecin Dąbia (przed wojną do już nieistniejącej stacji Szczecin Lotnisko) przez Chwarstnicę, Stare Czarnowo i Kołbacz. Linię otwarto w 1905, a rozebrano w 1992 roku.
Z Gryfina pociągami Przewozów Regionalnych można dojechać do Szczecina, Chojny, Kostrzyna, Rzepina i Zielonej Góry. Natomiast pociągami InterCity można dojechać do Szczecina, Świnoujścia, Stargardu, Białogardu, Kołobrzegu, Poznania, Kalisza, Łodzi, Warszawy, Zielonej Góry, Wrocławia, Opola, Katowic, Bielska-Białej, Krakowa, Rzeszowa, Przemyśla.

## Sport

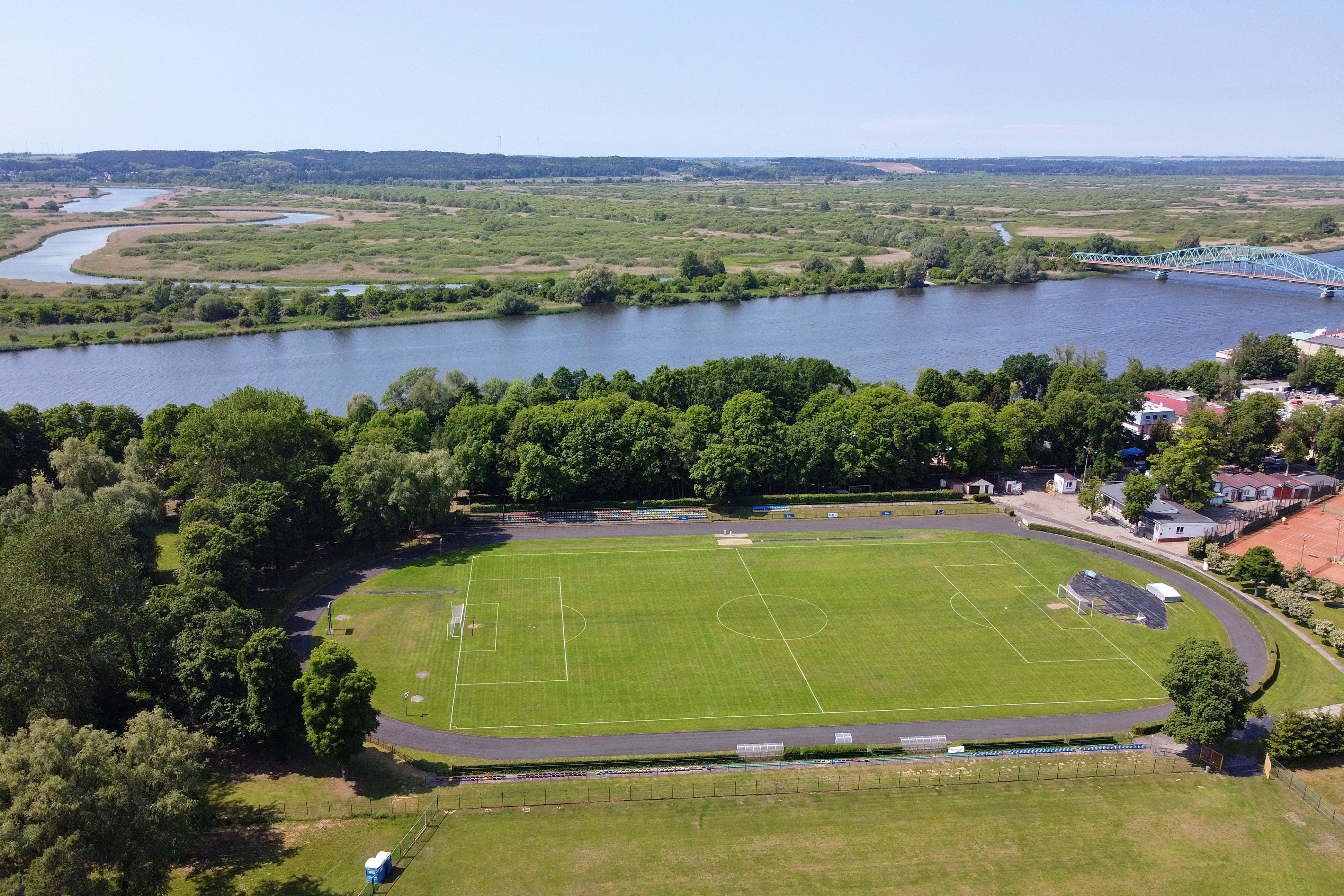
Stadion Energetyka Gryfino

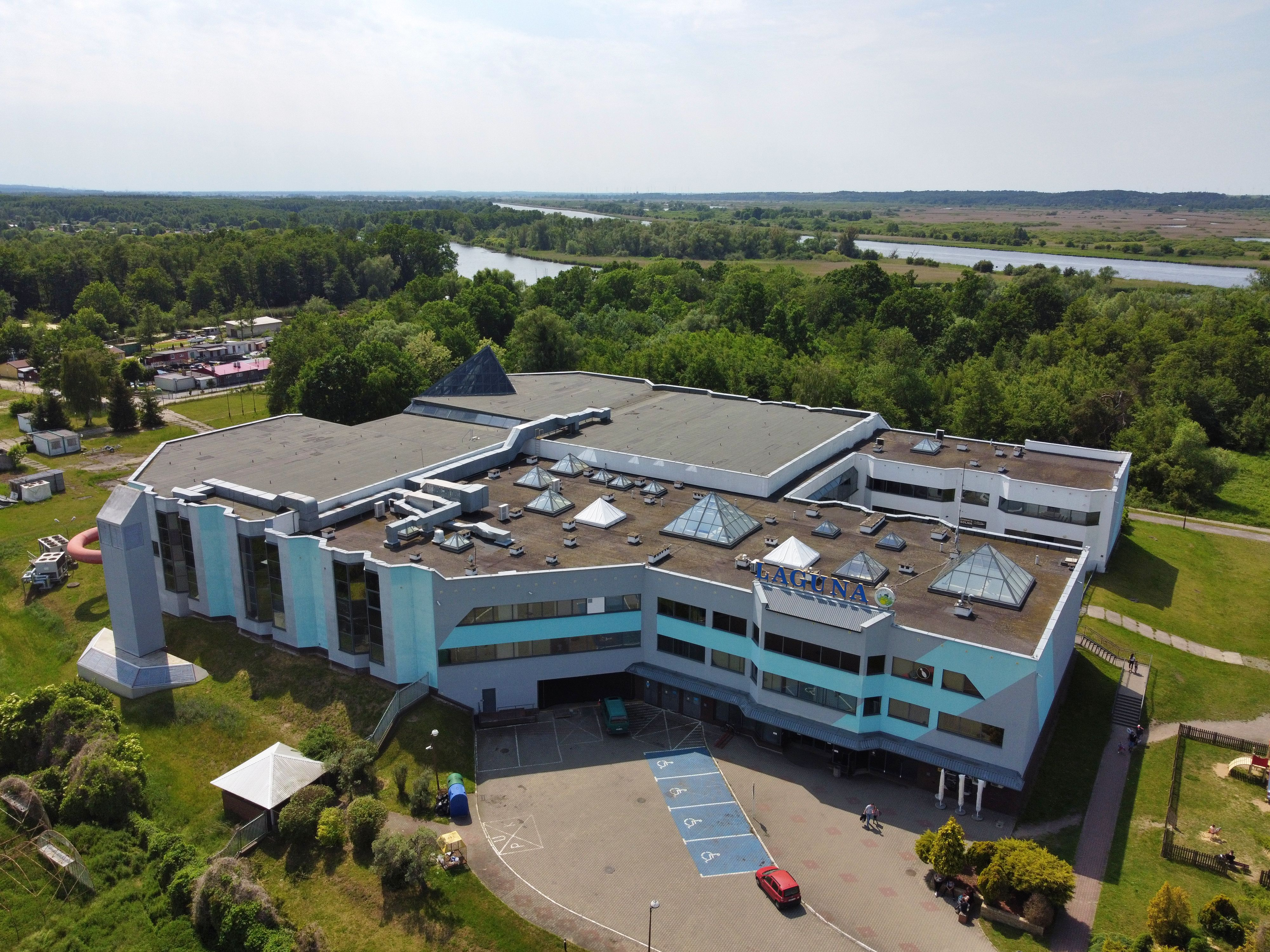
Centrum wodne Laguna

Gryfińskie zespoły sportowe profesjonalne i amatorskie:
- KS Energetyk Gryfino z sekcjami: piłki nożnej, tenisa ziemnego, smoczych łodzi
- UKS Energetyk Junior Gryfino z sekcjami: piłki nożnej, kolarską
- MKS Hermes Gryfino z sekcjami: lekkoatletyczną, gimnastyczną
- Klub Piłki Ręcznej Gryfino
- Klub Piłkarski Polonia Gryfino
- stowarzyszenie kultury fizycznej LKS Piast Gryfino organizujące turnieje: tenisa stołowego, piłki siatkowej halowej i plażowej, warcab stupolowych
- triathlonowy KS Delf Gryfino
- koszykarski UKS Olimpijczyk Gryfino
- UKP Marlin Gryfino z sekcjami: pływacką, waterpolo
- klub karate UKS Kamikaze Gryfino
- sporty walki Kliasen Team
- szachowy UKS Biały Pion Gryfino
- strzelecki KSS LOK Regalica Gryfino
- Klub Biegacza Hermes Gryfino

## Media
Miasto posiada tygodniki „Gazeta Gryfińska” oraz „Nowe 7 Dni Gryfina”. Oprócz tego wiadomości o wydarzeniach w mieście zamieszczane są na portalach internetowych gryfinska.pl, igryfino.pl, gryfino24.info.

## Religia
Większość mieszkańców Gryfina stanowią katolicy, zrzeszeni w dwóch parafiach: Narodzenia Najświętszej Maryi Panny oraz Niepokalanego Serca Najświętszej Maryi Panny, obie w dekanacie Gryfino w archidiecezji szczecińsko-kamieńskiej. Na terenie miasta funkcjonuje także zbór protestancki należący do Kościoła Zielonoświątkowego. Działalność kaznodziejską prowadzą również dwa zbory Świadków Jehowy.

## Administracja

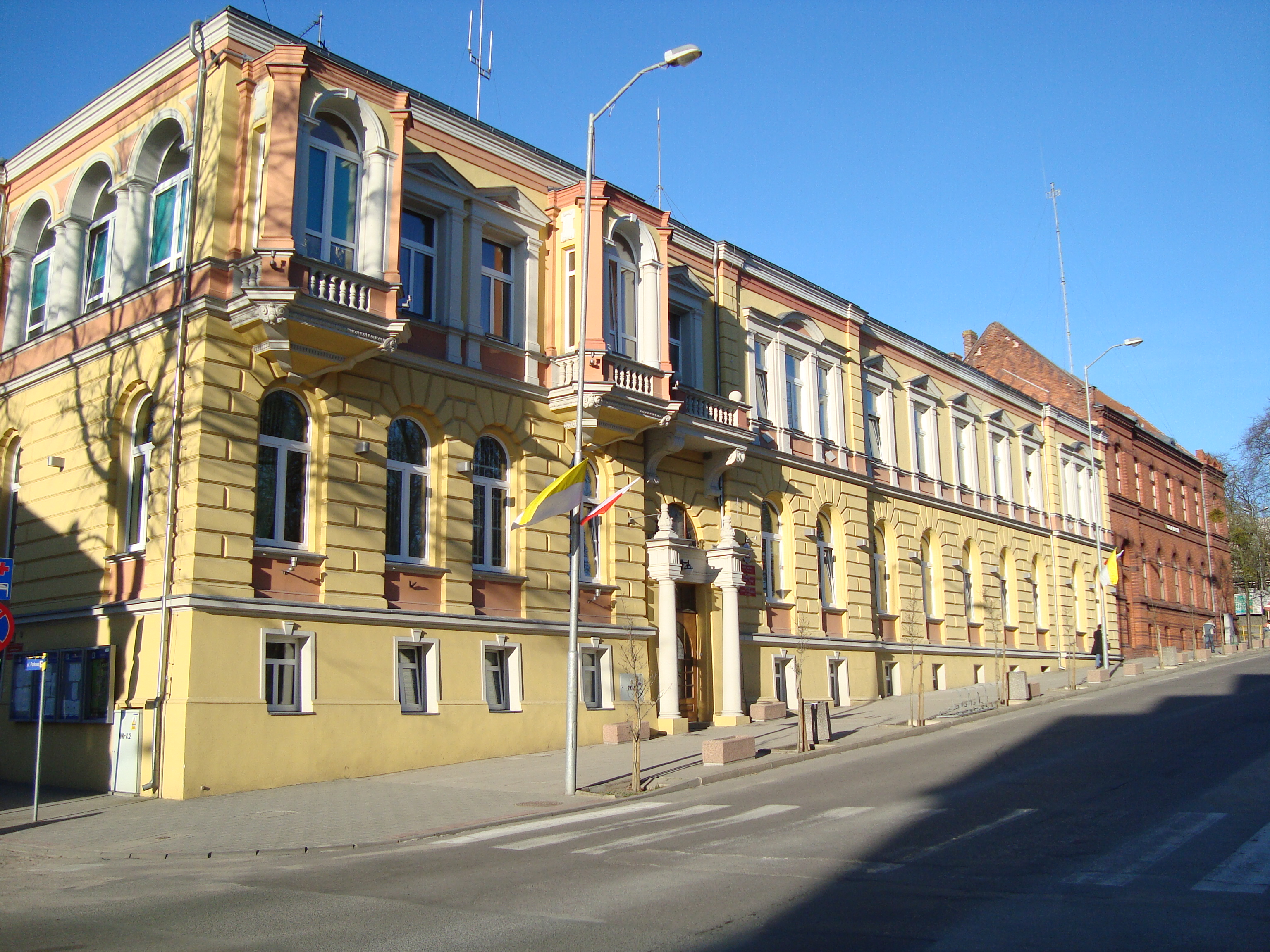
Urząd Miasta i Gminy Gryfino

Miasto jest siedzibą gminy miejsko-wiejskiej. Mieszkańcy Gryfina wybierają do rady miejskiej 15 radnych (15 z 21). Pozostałych 6 radnych wybierają mieszkańcy terenów wiejskich gminy. Siedzibą władz jest urząd miejski przy ul. 1 Maja. W mieście siedzibę ma starostwo gryfińskie. Gryfino jest członkiem Unii Miasteczek Polskich.
Burmistrzowie Gryfina:
- 1417 Thomas Schonenfelt
- 1468 Juntter von Wedel i Christian Linde
- 1470 Otto Plate
- 1471 Heinrich von Wobbermyn
- 1490 Titke Drewes, Johannes Knust i Nikolaus Költzke
- 1532–1551 Kersten Molner
- 1542 Hans Matthias i Matthias Berndt
- 1543 Joachim Rückfordt
- 1545 Hans Paul Reimar
- 1570 Eramus Pauli
- 1572 Jordan
- 1574 Hans Pauli
- 1580 Joachim Stolpe
- 1592 Johannes Reimar
- 1631 Nicolaus Kelde
- 1651 Joachim Pauli
- 1673 Michael Wustrow
- 1674 Daniel Cruse
- 1699 Worms
- 1711 Joachim Wesendorff
- 1714 Jacob Wulffen
- 1716 Georg Peter Jancticous
- 1733 Carl Otto Jahn i Johann Friedrich Crusius
- 1745 Curt Heinrich von Beneckendorff -1761
- 1762 Gottfried Georgi
- 1762–1775 Johann Ludwig Sponholtz
- 1764–1772 Johann Friedrich Martini
- 1767 Emanuel Friedrich Stein
- 1775 Johann Christian Schmidt
- 1775–1802 Friedrich Wilhelm Krüger
- 1776–1778 Biesel
- 1776 Böttcher
- 1780 J.C. Masch
- 1782 Struwe
- 1783 Olympius
- 1798 Johann Gottfried Regen
- 1809–1814 Friedrich Wilhelm Krüger
- 1814–1837 Friedrich Christen
- 1838–1849 Emil Seiler
- 1849–1852 Bintz (p.o.)
- 1853–1859 Alexander Cäsar
- 1860–1863 Ernst Schilke
- 1863–1869 Gustav Ludwig
- 1869–1872 Johannes Nathanäl Winkler
- 1873 – 06.1874 Flogertzy (p.o.)
- 06.1874 – 08.1874 Leopold Müller
- 08.1874 – 29.05.1889 Johann Heinrich Ferdinand Lucas
- 1890–1897 Christian Richard Johann Wadehn
- 1897–1923 August Quandt
- 1924–1930 Heinrich Willert[25]

- 1990–1998 Wojciech Długoborski
- 1998–2002 Andrzej Urbański
- 2002–2014 Henryk Andrzej Piłat
- od 2014 Mieczysław Edward Sawaryn

Mieszkańcy Gryfina wybierają posłów na Sejm w okręgu wyborczym nr 41, senatora z okręgu wyborczego nr 98, a posłów do Parlamentu Europejskiego w okręgu wyborczym nr 13.

## Miasta partnerskie
- Barlinek [26]
- Bersenbrück
- Gartz (Oder)
- Raciechowice
- Schwedt/Oder [27]